# Les chiens ne font pas des chats

Les chiens ne font pas des chats est un téléfilm français réalisé par Ariel Zeitoun en 1995. Il dure 90 minutes.

## Synopsis
Paul, journaliste pour une revue people, vit en adolescent attardé entre sa mère Charlotte, une aristocrate tyrannique, et sa compagne Valérie, qui le harcèle pour qu'il lui fasse un enfant. Un jour, il reçoit la visite d'une très jolie jeune femme, Judith. Elle lui annonce qu'il est le père de son fils, Samuel, dix ans. Paul se souvient alors de leur brève liaison quelques années auparavant, aux Antilles. Sa démarche est motivée par le fait que l'enfant souffre de ne pas connaître son géniteur. Paul l'éconduit, mais il est tout de même troublé...

## Fiche technique
- Réalisateur : Ariel Zeitoun
- Scénario : Ariel Zeitoun et Louise Cochard
- Musique : Gérard Presgurvic
- Date de sortie : 26 janvier 1996

## Distribution
- Christian Charmetant : Paul
- Natacha Amal : Judith
- Sophie Desmarets : Charlotte
- Claire Maurier : Mamouchka
- Maurice Chevit : Papounet
- Sylvie Loeillet : Valérie
- Pascal Elbé : Simon
- Didier Cauchy : Sylvain
- Valérie Leboutte : Nathalie
- Gérard Séty : Lastier